# The 2nd Life -第二の選択-
『The 2nd Life -第二の選択-』（ザ・セカンド・ライフ だいにのせんたく）は、2021年7月28日に発売されたTHE ALFEEの70枚目のシングル。

## 概要
前作『Joker -眠らない街-』から7か月ぶりのシングル。また『19 (nineteen)』（1988年）以来33年ぶりに7月発売となったシングルでもある。タイトル曲、カップリング共にノータイアップ曲。
カップリングの「光と影のRegret」は、『三位一体』に収録の「碧空の記憶」同様に、先輩バンドであるガロへの敬意を示した楽曲。ライナーノーツには、「With our respect to GARO」と記載されている。
通常盤に加え、ジャケットとボーナス・トラックの異なる初回限定盤3種類の合計4種類で発売。
各盤収録・3曲目のボーナス・トラックは2020年12月23日、日本武道館にて開催された無観客配信ライブ『俺たちの武道館 2020』の音源である。

## 収録曲
- 全作詞・作曲：高見沢俊彦

### 通常盤(TYCT-30125)
1. The 2nd Life -第二の選択-
2. 光と影のRegret
3. My Truth（俺たちの武道館 2020 Live Ver.）
4. The 2nd Life -第二の選択- (Instrumental)

### 初回限定盤A(TYCT-39161)
1. The 2nd Life -第二の選択-
2. 光と影のRegret
3. Dark Side Meditation（俺たちの武道館 2020 Live Ver.）
4. The 2nd Life -第二の選択- (Instrumental)

### 初回限定盤B(TYCT-39162)
1. The 2nd Life -第二の選択-
2. 光と影のRegret
3. 雨（俺たちの武道館 2020 Live Ver.）
4. The 2nd Life -第二の選択- (Instrumental)

### 初回限定盤C(TYCT-39163)
1. The 2nd Life -第二の選択-
2. 光と影のRegret
3. 黄昏に瞳を閉じて（俺たちの武道館 2020 Live Ver.）
4. The 2nd Life -第二の選択- (Instrumental)